# Dam (valör)

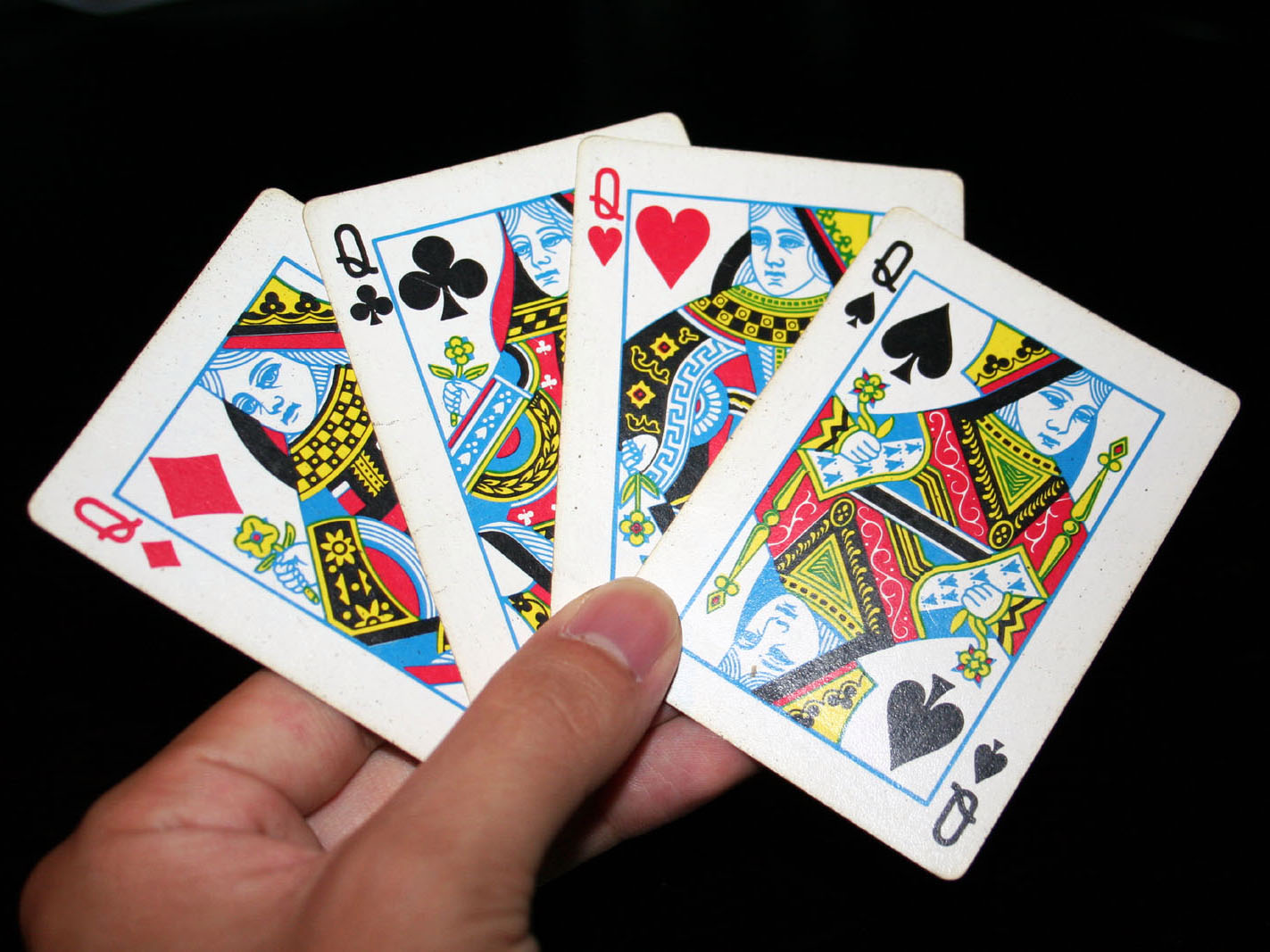
Ruter, klöver, hjärter och spader dam.

Dam är en av de tretton valörerna i en vanlig standardkortlek. Enligt normal rangordning rankad högre än knekten men lägre än kungen.